# Habenaria tortilis
Habenaria tortilis là một loài thực vật có hoa trong họ Lan. Loài này được P.J.Cribb mô tả khoa học đầu tiên năm 1979.